# 隕石學辭彙
這是隕石學與隕石的科學中用的術語。
| 內容： A B C D E F G H I J K L M N O P Q R S T U V W X Y Z — 參看 |

## #
- (289) Nenetta：可能是鈦輝無粒隕石母體的小行星，它是一顆主帶小行星。
- (3819) Robinson：可能也是鈦輝無粒隕石母體的小行星，它是一顆主帶小行星。
- (4) Vesta：灶神星，第二大的小行星，並且可能是HED隕石的來源。
- IA隕石：一種鐵隕石，現在是IAB群/複合體的一部分。
- IAB隕石：一種鐵隕石，並且是IAB群/複合體的原始無球粒隕石 。
- IB隕石：一種鐵隕石，現在是IAB群/複合體的一部分。
- IC隕石：一種鐵隕石，是IC群的一部分。

## A
- Ablation：燒蝕，流星體在通過大氣層時，損失大量質量的過程。
- Acapulcoite：阿卡普爾科群，原始無粒隕石的一個群。
- Accretion：吸積，原行星盤中的物質結合成為微星的過程。
- Achondrite：無粒隕石，一種發生變異的隕石 (意味著沒有隕石球粒)。
- Aerolite：石隕石的古老名稱。
- ALH：艾倫山（Allan Hills）隕石的縮寫。.
- Allan Hills：在南極洲因為冰層運動將隕石集中。而很容易在雪地上發現隕石的一個山脈。
- Allan Hills 84001：是來自火星的隕石，不屬於SNC的群組，被認為包含火星上存在著生命的證據。
- Allende meteorite：阿顏德隕石，是地球上迄今發現的最大碳質球粒隕石。
- Amphoterite：超低鐵球粒隕石（LL隕石）
- Angrite：鈦輝無粒隕石，一種玄武岩隕石。
- Anomalous： 異常，具有不尋常屬性的隕石集團或次集團。
- ANSMET：在南極橫貫山脈尋找隕石科學計畫的縮寫，由ANtarctic Search for METeorites這些字中的大寫字母組合而成。
- Asteroidal achondrite：區分小行星或微型行星的一種無粒隕石 (參見行星的無粒隕石)。
- Asteroid spectral types：小行星光譜分類，依據小行星的光譜進行的小行星分類。
- Aristides Brezina：一位隕石學家.
- Ataxite：無紋隕鐵，一種在蝕刻之後沒有可見結構的鐵隕石。

## B
- Basaltic achondrite：一種玄武岩隕石 (HED隕石 + 鈦輝無粒隕石)
- Brachinite：布萊奇那群，原始無粒隕石的一個群。

## C
- C：可以參考碳質球粒隕石或鐵隕石的命名 (羅馬數字和字母)。
- Carbonaceous chondrite：碳質球粒隕石
- CAI：Calcium-aluminium-rich inclusion的縮寫。
- Calcium-aluminium-rich inclusion：富鈣鋁包體
- Chassignite：夏夕尼隕石，1815年墜落在法國上馬恩夏夕尼的一顆火星隕石。
- Chondrite：球粒隕石，一種母體曾熔化或分化但未發生改變的隕石。
- Chondrule：隕石球粒，在球粒隕石中發現的毫米尺寸圓球顆粒。
- Clan：岩族，相似度不夠，不足以成群，但彼此間的相同部分使它們也不能分成單獨群組的隕石集團[1]。
- Class：隕石分類，有類似的化學和氧同位素比的兩個或多個群組[1]。
- Compositional type：基於整體組成分類，例如，石、鐵、石-鐵 (馬斯基林的分類)。也可以參考小行星光譜推論的成分。
- Condensation：濃縮，當原行星盤冷卻時，從氣態變成固態的化學程序。
- Condensation sequence：濃縮序列，當原行星盤冷卻時，礦物從氣態變成固態的序列。
- Cosmic dust：宇宙塵，比隕石還要小的星際和行星際顆粒 (參見微隕石。
- Cosmochemistry：宇宙化學，研究宇宙化學的科學，太陽系化學是它的一部分，它的基礎有部分是隕石化學。

## D
- Dar al Gani：位於利比亞撒哈拉的一處隕石場。
- Differentiated：分化，經歷火成分化的隕石（參見： achondrite）。
- Differentiation：行星分異，通常是指行星體形成鐵核和矽酸鹽地函的過程。
- Duo：隕石分類，對具有相似性特徵隕石的分組（參見Grouplet）。

## E
- E：可以引用在頑火輝石球粒隕石或鐵隕石的標示（羅馬數字和字母）。
- Eagle Station grouplet：鷹站子群
- Enstatite achondrite：主要成分是頑火輝石的無球粒隕石，通常是頑火無球隕石群。
- Enstatite chondrite：E型球粒隕石

## F
- Fall：墜落隕石，有人看見它落到地球因而發現的隕石。
- Find：發現隕石，沒有人看見它落到地球但被發現的隕石。
- Fragment：碎屑，流星體通過地球大氣層時碎裂的部份。
- Fragmentation：斷裂，流星體通過大氣層墜落時產生碎屑的過程。
- Fusion crust：熔凝殼，流星體在經過大氣層時在表面形成的塗層。

## G
- Group：群，超過5顆以上有類似特性隕石的集團[1]。
- Grouplet：子群，少於5顆以內有類似特性隕石的集團[1]
- Gustav Rose：一位隕石學家。
- Gustav Tschermak von Seysenegg：一位隕石學家。

## H
- HED：HED隕石，是古銅鈣無粒隕石（Howardites）、鈣長輝長無粒隕石（Eucrites）、古銅無球隕石（Diogenites），這三種玄武岩無粒隕石總稱的縮寫。
- HED meteorite：HED隕石，玄武岩無粒隕石的一族（clan）。
- Hexahedrite：六面體隕鐵，是鐵隕石的一種。
- Hunter：隕石獵人，以搜尋隕石為業的人。

## I
- Impact breccia：角礫岩 -成份是地球上岩石的碎屑，混合著經過能量的撞擊熔解，來自地球之外的岩石。
- Iron-nickel alloy：隕鐵的另一種說法。
- Iron meteorite：鐵隕石，主要由隕鐵組成的隕石。

## K
- Kakangari chondrite ：球粒隕石的一個群。
- Kamacite：鐵紋石，在隕石中發現的一種天然金屬（礦物）。

## L
- Lodranite：橄欖古銅隕鐵，一小群被認為源自同一母體內部深處的阿卡普爾科群原始無球隕石。
- Lunaite：月球隕石，起源於月球的隕石，與Lunar meteorite為同義字。比較Category:在地球之外發現的隕石。
- Lunar meteorite：月球隕石，起源於月球的隕石，與 Lunaite為同義字。比較Category:在地球之外發現的隕石。

## M
- Main group pallasite：橄欖隕鐵主群，屬於主群的橄欖隕鐵。
- Main mass：主質量，通常是指在散布區發現的最大或最重隕石碎片的質量。
- Magmatic meteorite：岩漿隕石。
- Martian meteorite：火星隕石，起源於火星的隕石。比較Category:在地球之外發現的隕石。
- Maskelynite：斜長石玻璃，在隕石內發現的天然玻璃。
- Matrix：基質圍繞在隕石球粒週圍的礦物組合。
- Mesosiderite：中隕鐵，石鐵隕石的一個群組，主要成分是角礫岩。
- Meteor：流星，穿越地球大氣層的發光體。
- Meteoric iron：隕鐵，在隕石中發現的原生金屬和不同礦物相的混合物。比較Category:地球鐵。
- Meteoroid：流星體，在太空中，直徑小於1米的天然物體。
- Meteorite：隕石，在地球表面發現，但不是在地球形成的物體。
- Meteorite Observation and Recovery Program：隕石觀測和再發現計畫，中心設在加拿大的一個科學計畫。
- Meteoriticist：隕石學家，研究隕石的科學工作者。
- Meteoritics：隕石學，研究隕石的學科。
- MORP：隕石觀測和再發現計畫（Meteorite Observation and Recovery Program）的縮寫。.
- Micrometeorite：微流星體，來自宇宙塵的微觀隕石。

## N
- Nakhlite：透輝橄無球粒隕石。
- Neumann lines（或Neumann bands）：諾伊曼線，鑒於一些鐵隕石的一種並行的細紋，被認為是由於母體受到事件影響的模式。
- Nevil Story-Maskelyne：一位隕石學家。
- Nonmagmatic meteorite：非岩漿隕石。
- Northwest Africa：西北非隕石，在西北非找到一種很普遍的隕石。
- NWA：西北非隕石（Northwest Africa ）的縮寫。

## O
- O：通常是指普通球粒隕石。
- Observed fall：墜落隕石，有人看見它墜落到地球的隕石。
- Octahedrite：八面體隕鐵。
- Ordinary chondrite：普通球粒隕石，一種最球粒隕石，普通意味著在任何地方都可能找得到。

## P
- PAC：原始無球粒隕石（primitive achondrite）的縮寫。
- Pallasite：石鐵隕石
- Panspermia：生命可以通過隕石或彗星到達其他行星的理論。
- Parent body：母體。
- Petrologic type：球粒隕石的岩石學分類。
- Pitts grouplet：匹茲小群，IAB隕石的一個小群組。
- Planetary achondrite：行星無球粒隕石，用以區別一顆行星不是星子或小行星（參見小行星的無球粒隕石）[2]。
- Plessite：合紋石，在鐵隕石內發現的共生微小顆粒，包括錐紋石、紋石、和正方鎳紋石的薄片[3]。
- Presolar grains：太陽前顆粒。
- Primitive meteorite：原始的隕石。
- Primitive achondrite：原始無粒隕石，與球粒隕石和無粒隕石皆有相似處的隕石。
- Pristine：初始，隕石衝擊階段和風化的程度。
- Protoplanetary disk：原行星盤，在太陽系形成時，所有圍繞在周圍的固體所形成的盤面。
- Pyroxene pallasite grouplet：輝石石鐵隕石，是石鐵隕石的一個子群。

## Q
- QUE：亞歷山德拉皇后山脈（Queen Alexandra Range）的縮寫。
- Queen Alexandra Range：亞歷山德拉皇后山脈，在南極洲東部，找到很多隕石的一座山脈。

## R

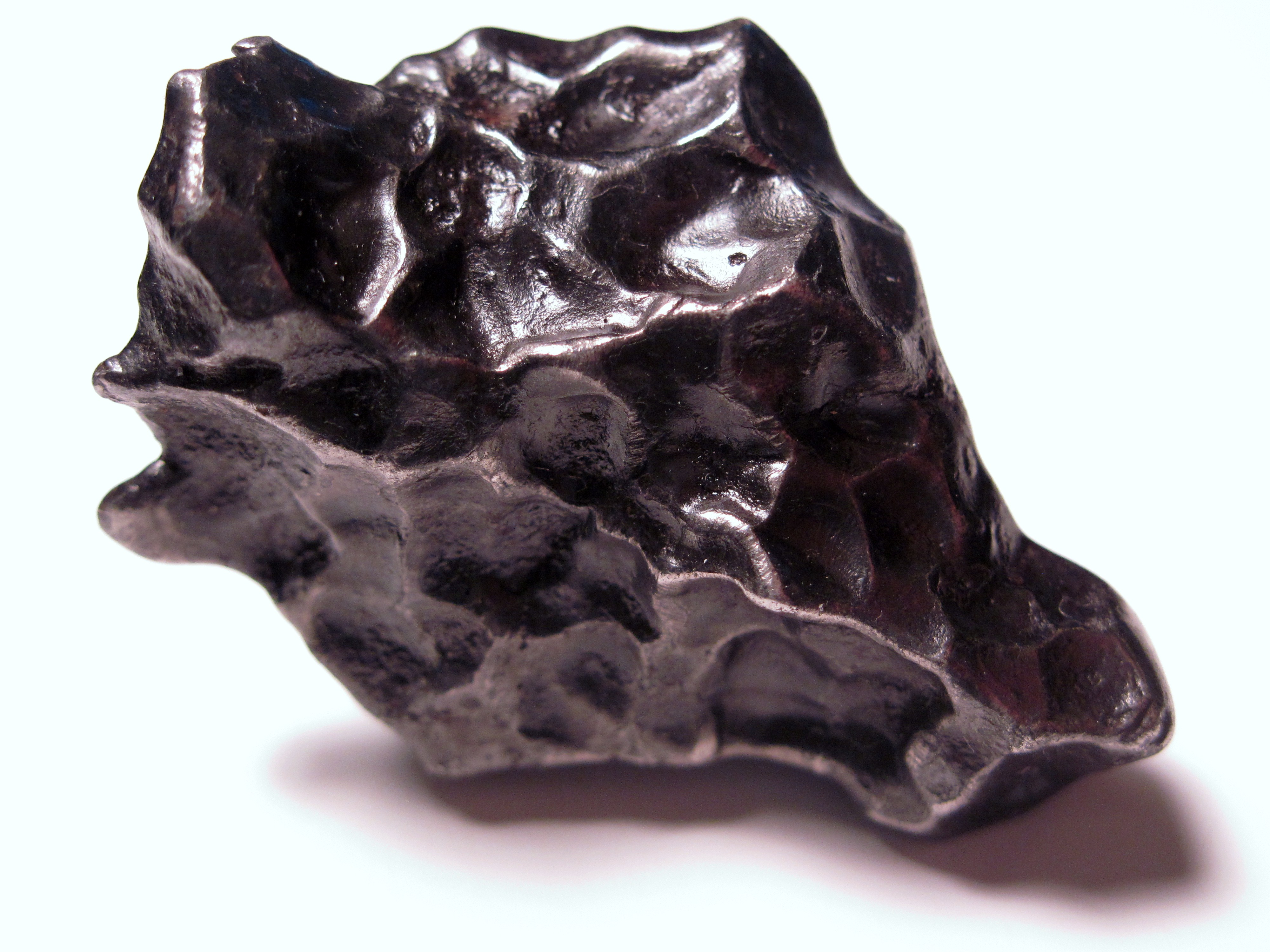
在老爺嶺隕石的氣印

- Regmaglypts：氣印，在表面積較大的隕石表面出現的像拇指按壓的痕跡。可能是隕石穿過行星的大氣層時，由熱氣體的漩渦造成的[4]。
- Refractory elements：耐火元素，具有高沸點和凝結溫度的化學元素。
- Rose-Tschermak-Brezina classification：古斯塔夫·羅斯、Gustav Tschermak和Aristides Brezina發展的隕石分類。
- Rumurati chondrite：魯穆魯蒂球粒隕石，球粒隕石化學分類的一個群。

## S
- Shergottite：輝玻無粒隕石，是火星隕石的一種。
- Shock stage：衝擊階段
- Shock metamorphism：衝擊變質作用
- Siderite –鐵隕石，鐵隕石的舊名稱。
- Siderolite：石鐵隕石，石鐵隕石的舊名稱。
- SNC：來自火星的休格地隕石（shergottite）、奈克拉隕石（nakhlite）、和夏夕尼隕石（chassignite），這三顆火星隕石的縮寫。
- Solar nebula：太陽星雲，原行星盤的同義詞。
- Spectral class：光譜分類
- Stony meteorite：石隕石，主要由矽酸鹽構成的隕石。
- Stony-iron meteorite：石鐵隕石，由隕鐵和矽酸鹽混合組成的隕石。
- Strewn field：散布區，隕石墜落的碎片可能分佈的橢圓區域。
- Structural class：鐵隕石的結構分類，包括無紋隕鐵、六面體隕鐵和八面體隕鐵。

## T
- Taenite：鎳紋石，在隕石中發現的一種天然金屬 (礦物)。
- Tamdakht
- Total known weight（TKW）：總已知重量，一顆隕石已經知道的全部重量。
- Trio：由三顆具有相似特徵隕石組成的子群（參見子群）。
- Tunguska event：通古斯大爆炸，在西伯利亞的通古斯葬成重大破壞的一次隕石空炸事件。
- Type：隕石的細分類，鬆散的定義。通常是指球粒隕石、無粒隕石，但有時是原始無粒隕石 [1]

## U
- Udei Station grouplet：IAB隕石一個子群的一部分，是IAB隕石的一部分。
- Ungrouped：尚未歸類到隕石群或子群的隕石所組成的群。
- Undifferentiated：一致的、無差別的。
- Ureilite：橄輝無球粒隕石，以在蘇聯的發現地Novy Ureii命名的隕石群。

## V
- Vesta：灶神星，小行星主帶中第二大的小行星，並且可能是HED隕石的來源。
- Volatile elements：揮發性元素，沸點和凝固點的溫度都很低的化學元素。

## W
- Weathering：風化，隕石在地球上的蝕變。
- Widmanstätten pattern：魏德曼花紋，也稱為湯姆森結構，是在八面體隕鐵的鐵隕石和一些橄欖隕鐵中發現獨特的長鎳-鐵結晶。
- Winonaite：文諾納群，以美國亞利桑那州文諾納發現的隕石命名。

## Y
- YA：Yamato Mountains (大和山) 的縮寫。
- Yamato Mountains：大和山，在南極發現許多隕石的一群山。